# 藍色頭冑海鯰
藍色頭冑海鯰為輻鰭魚綱鯰形目海鯰科的其中一種，分布於亞洲印度、孟加拉、緬甸淡水、半鹹水水域，體長可達30公分，棲息在溪流、河口區，屬肉食性。

## 擴展閱讀
維基物種上的相關：藍色頭冑海鯰